# Удунга (улус)
Удунга́ (бур. Yдэнгэ) — улус в Селенгинском районе Бурятии. Входит в сельское поселение «Иройское».

## География
Расположен на левом берегу реки Темник, ниже впадения в неё левого притока Удунги, в межгорной долине Хамар-Дабана, в 24 км к северо-востоку от центра сельского поселения — улуса Ташир.
Расстояния: до улуса Шана на региональной автодороге Гусиноозёрск — Закаменск — 45 км; до центра района, города Гусиноозерска — 97 км.

## История
В XIX веке здесь существовала станция на основанном кяхтинскими купцами Удунгинском тракте, где часть местного населения занималась извозом. Тракт шёл из Кяхты по долинам Темника и Удунги, далее через перевал на водоразделе Хамар-Дабана к байкальской пристани Мысовск.

## Население
| 2002 | 2008 | 2010 |
| ---- | ---- | ---- |
| 134  | ↘108 | ↘76  |

## Известные уроженцы, жители
- Аюшеев, Эдуард Дымчикович (1941—2002) — советский, российский и бурятский художник-график, монументалист. Народный художник Республики Бурятия (2000).
- Баниев, Цынгужап — бурятский религиозный деятель, 15-й Хамбо-лама, глава буддистов РСФСР (1922—1925)[3].
- Мункожапов, Данжа — бурятский религиозный деятель, буддистский философ, врач тибетской медицины, 16-й Хамбо-лама (1925—1932)[4].

## Инфраструктура
Фельдшерско-акушерский пункт.

## Транспорт
До революции через улус проходил Удунгинский тракт.